# Gustavo Díaz Solís
Gustavo Díaz Solís (Güiria, estado Sucre, Venezuela, 2 de febrero de 1920 - Caracas, Venezuela 17 de enero de 2012) fue un escritor, ensayista y traductor venezolano.

## Biografía
Realizó estudios en la Universidad Central de Venezuela donde en 1944 se doctoró en Ciencias Políticas, entre 1944-1946 concurre a la Washington University y a la University of Chicago, en Estados Unidos, además concurrió al Instituto Pedagógico de Caracas donde en 1949 obtuvo el título de profesor de idioma inglés. Trabajó en la Escuela de Letras de la Universidad Central de Venezuela y en el Departamento de Inglés del Instituto Pedagógico como profesor de literatura inglesa y norteamericana.
Escribió artículos y cuentos para diversas revistas de Venezuela tales como Élite, Revista Nacional de Cultura, El Heraldo, El Nacional y Fantoches. Se destacan también las traducciones que realizó de obras de Robert Frost y T. S. Eliot.
Escritor de cuentos, en sus primeros escritos los temas y ambientaciones tratan sobre sus experiencias personales en la zona costera de Venezuela donde se crio. En sus producciones se observa una tendencia a lo breve, y un cierto rigor en la narración no exenta de tensión. Entre sus obras es especialmente reconocido por "Arco Secreto" el cual escribió en 1947. Sus narraciones poseen un estilo intimista, dentro de un contexto de narración poética. Recibió el Premio Nacional de Literatura en 1995.

## Obra
- Marejada (cuentos, Editorial Bolívar 1940)
- Llueve sobre el mar (Cuadernos de la AEV, 1943, cuentos)
- Arco secreto (1947)
- Cuentos de dos tiempos (Gráficas Panamericanas, México, 1950)
- Cinco cuentos (Cuadernos de la AEV, 1963)
- Ophidia y otras personas (1968).
- Cuentos escogidos (Monte Ávila, 1997)
- El mosaiquito verde.
- Crótalo (2010)